# Temporada 1970 del Campeonato de España de Rally
La temporada 1970 fue la edición 14.ª del Campeonato de España de Rally. Comenzó el 7 de febrero con el Rally Costa Brava y finalizó el 13 de diciembre en el Rally Costa del Sol. El calendario estaba compuesto de quince pruebas puntuables inicialmente, aunque una de ellas, el Trofeo RACE no se celebró finalmente y el Rally RACE de España era puntuable para el Campeonato de Europa. El vencedor fue Alberto Ruiz-Giménez a bordo de un Porsche 911 S, logrando una sola victoria en la temporada.

## Cambios y novedades
Ese año la Federación Española de Automovilismo introdujo algunos cambios en el reglamento del certamen. Todas las pruebas deberían ser exclusivamente de velocidad, que hasta entonces se incluían también las de regularidad. Puntuaron los seis primeros clasificados de cada prueba, en lugar de cinco y las categorías de los automóviles se dividían en los siguientes grupos:
- Grupo 1.
- Grupo 2 (Turismo especial).
- Grupo 3 (Gran Turismo de serie).
- Grupo 4 (Gran Turismo especial).
- Grupo 5 (Sport).
- Grupo 6 (Prototipos).
- Vehículos de fabricación nacional.

Para la clasificación final se tendrán en cuenta los siete mejores resultados y se aumentó a cuatro el mínimo de pruebas mínimas para clasificarse en el campeonato.

## Calendario
El calendario inicial contaba con una prueba en el mes de agosto, el Rally Bosch-Bilbao pero fue suspendido tras la muerte de Jaime Segovia, copiloto de Bernard Tramont.
| N.º | Fecha               | Rally                                     | Superficie | Series    |
| --- | ------------------- | ----------------------------------------- | ---------- | --------- |
| 1   | 7-8 de febrero      | 18.º Rally Costa Brava                    | Asfalto    |           |
| 2   | 21-22 de febrero    | 11.º Rally Fallas                         | Asfalto    |           |
| 3   | 7-8 de marzo        | 11.º Rally Vasco Navarro                  | Asfalto    |           |
| 4   | 4-5 de abril        | 7.º Critérium Luis de Baviera             | Asfalto    |           |
| 5   | 25-26 de abril      | 1.º Rally Pikolín                         | Asfalto    |           |
| 6   | 30-31 de mayo       | 2.º 500 km Nocturnos Bujías Bosch         | Asfalto    |           |
| 7   | 28-29 de junio      | 4.º Rally Internacional de Ourense        | Asfalto    |           |
| 8   | 12-14 de agosto     | 8.º Rally Rías Bajas                      | Asfalto    |           |
| -   | 29 de agosto        | 4.º Rallye Bosch-Bilbao                   | Cancelado  | Cancelado |
| 9   | 19-20 de septiembre | 7.º Rally Ciudad de Oviedo                | Asfalto    |           |
| 10  | 22-25 de octubre    | 18.º Rallye de España del RACE            | Asfalto    | ERC       |
| 11  | 7-8 de noviembre    | 12.º Rally 2000 Virajes                   | Asfalto    |           |
| 12  | 14-15 de noviembre  | 6.º Rally Barcelona-Andorra               | Asfalto    |           |
| 13  | 28-29 de noviembre  | 4.º Rally Firestone - Picos de Europa     | Asfalto    |           |
| 14  | 12-13 de diciembre  | 7.º Rally Costa del Sol - I Universitario | Asfalto    |           |

## Equipos
| Equipo            | Vehículo                 | Piloto               | Copiloto                      | Rondas            |
| Equipos oficiales | Equipos oficiales        | Equipos oficiales    | Equipos oficiales             | Equipos oficiales |
| ----------------- | ------------------------ | -------------------- | ----------------------------- | ----------------- |
| FASA-Renault      | Alpine Renault A110-1500 | Bernard Tramont      | Jaime Segovia                 | 1, 3-8            |
| Equipos privados  |                          |                      |                               |                   |
| Escudería Repsol  | SEAT 1430                | Alberto Ruiz-Giménez | Rafael Castañeda              | 2                 |
| Escudería Repsol  | Porsche 911 S            | Alberto Ruiz-Giménez | Rafael Castañeda              | 3-5, 7, 9-14      |
| Escudería Repsol  | Porsche 911 S            | Eladio Doncel        | Juan Antonio Conde            | 7-9               |
| Escudería Repsol  | Porsche 911 S            | Eladio Doncel        | Ricardo Antolín               | 13                |
| Escudería Repsol  | Porsche 911 S            | Eladio Doncel        | Juan García de la Rasilla     | 11-12             |
| Escudería Repsol  | Renault 8 Gordini        | Eladio Doncel        | Fernando Porrero              | 4                 |
| Escudería Repsol  | Renault 8 Gordini        | Eladio Doncel        | Ricardo Muñoz                 | 5                 |
| Escudería Repsol  | Fiat Abarth 2000 OT      | Manuel Juncosa       | Artemi Eche                   | 1, 3-12, 14       |
| ?                 | Porsche 911 R            | Estanislao Reverter  | Julio A. Leal                 | 4-5, 8-9          |
| ?                 | Porsche 911 R            | Estanislao Reverter  | Vázquez                       | 6, 11             |
| ?                 | Porsche 911 R            | Estanislao Reverter  | José Pavón                    | 10                |
| ?                 | Porsche 911 R            | Estanislao Reverter  | «Ventura»                     | 14                |
| ?                 | Renault 8 Gordini        | Lucas Sainz          | Rafael Castañeda              | 1                 |
| ?                 | Renault 8 Gordini        | Lucas Sainz          | Emilio Rodríguez Zapico       | 2                 |
| ?                 | Renault 8 Gordini        | Lucas Sainz          | Juan Carlos Oñoro «Chang-Lyn» | 6                 |
| ?                 | Alpine-Renault A110 1600 | Lucas Sainz          | Juan Carlos Oñoro «Chang-Lyn» | 14                |
| ?                 | Alpine-Renault A110 1600 | Lucas Sainz          | Ricardo Antolín               | 5                 |
| ?                 | Porsche 911 R            | José María Palomo    | Luis Iglesias                 | 1                 |
| ?                 | Porsche 911 R            | José María Palomo    | Alberto Gabarró               | 2                 |
| ?                 | Porsche 911 R            | José María Palomo    | Miguel Espinet                | 5                 |
| ?                 | SEAT 1430                | José María Palomo    | Rafael Tarradas-Gorsas        | 11                |

## Resultados

### Campeonato de pilotos
| Pos.                    | Piloto               | CBR | FLL | VCN | CLB | PIK | 500 | OUR | RBX | CDO | RES | 2VI | BAN | FIR | CDS | Puntos |
| ----------------------- | -------------------- | --- | --- | --- | --- | --- | --- | --- | --- | --- | --- | --- | --- | --- | --- | ------ |
| 1.                      | Alberto Ruiz-Giménez |     | 4   | 4   | 2   | 4   |     | 1   |     | 3   | 2   | 2   | 2   | 2   | Ret | 430,4  |
| 2.                      | Eladio Doncel        |     |     | 11  | 6   | ?   |     | 4   | Ret | 1   |     | 1   | 1   | 1   |     | 417,8  |
| 3.                      | Manuel Juncosa       | 1   |     | 6   | 4   | 2   | 1   | 3   | 1   | 2   | Ret | 3   | 3   |     | Ret | 356,4  |
| 4.                      | Bernard Tramont      | 3   |     | 2   | 3   | 1   | 2   | 2   | 3   |     |     |     |     |     |     | 318    |
| 5.                      | Estanislao Reverter  | Ret |     |     | 1   | 3   | 3   |     | 2   | Ret | 5   | 4   |     |     | 2   | 277    |
| 6.                      | Lucas Sainz          | 9   | 1   |     |     | Ret | 4   |     |     | ?   |     |     |     | Ret | 3   | 180    |
| 7.                      | César Perejoan       |     |     |     |     |     |     | 7   | 10  |     |     | 6   | 6   |     |     | 170,2  |
| 8.                      | José María Palomo    | 2   | 2   | 5   |     | ?   | EXC |     |     |     |     | 8   |     |     |     | 164    |
| 9.                      | Gerardo Hoffman      | 8   | 6   |     |     | 5   |     |     |     |     |     |     | Ret |     | Ret | 154,6  |
| 10.                     | Salvador Gisbert     |     |     |     |     |     |     |     |     |     |     | 11  | 19  | 11  |     | 146    |
| 11.                     | León de Cos          |     | 8   |     | 10  | 9   |     |     |     |     |     |     |     |     | 10  | 134    |
| 12.                     | Ricardo Muñoz Llorca |     |     |     |     |     |     | 25  | 27  | 13  | 22  |     |     | 12  | 27  | 124,6  |
| 13.                     | Julio Gargallo       |     |     |     | 5   |     |     |     |     | 8   |     |     |     | 5   | 5   | 106    |
| 14.                     | «Asís»               |     |     |     |     |     |     |     |     |     | 19  |     |     |     |     | 100    |
| Hasta 196 clasificados. |                      |     |     |     |     |     |     |     |     |     |     |     |     |     |     |        |